# Трюмплер 16

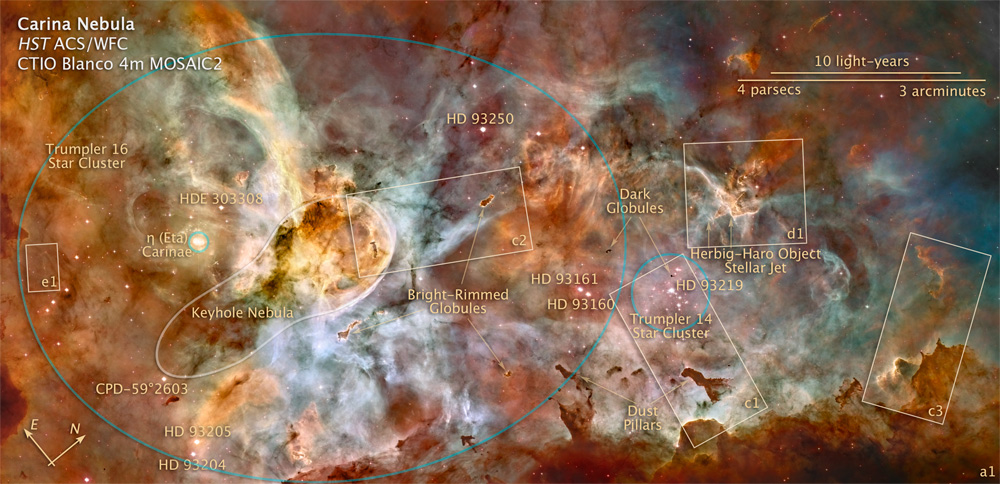
Звездная ассоциация Киль OB1 и скопление Трюмплер 16

Трюмплер 16 (англ. Trumpler 16, номер по каталогу звёздных скоплений Р. Дж. Трюмплера, 1930) — массивное рассеянное скопление, содержащее несколько ярчайших звёзд Млечного Пути. Скопление расположено в Туманности Киля в рукаве Киля-Стрельца и находится на расстоянии около  7500 световых лет от Солнца.  Входящая в состав скопления звезда η Киля видна невооруженным глазом.

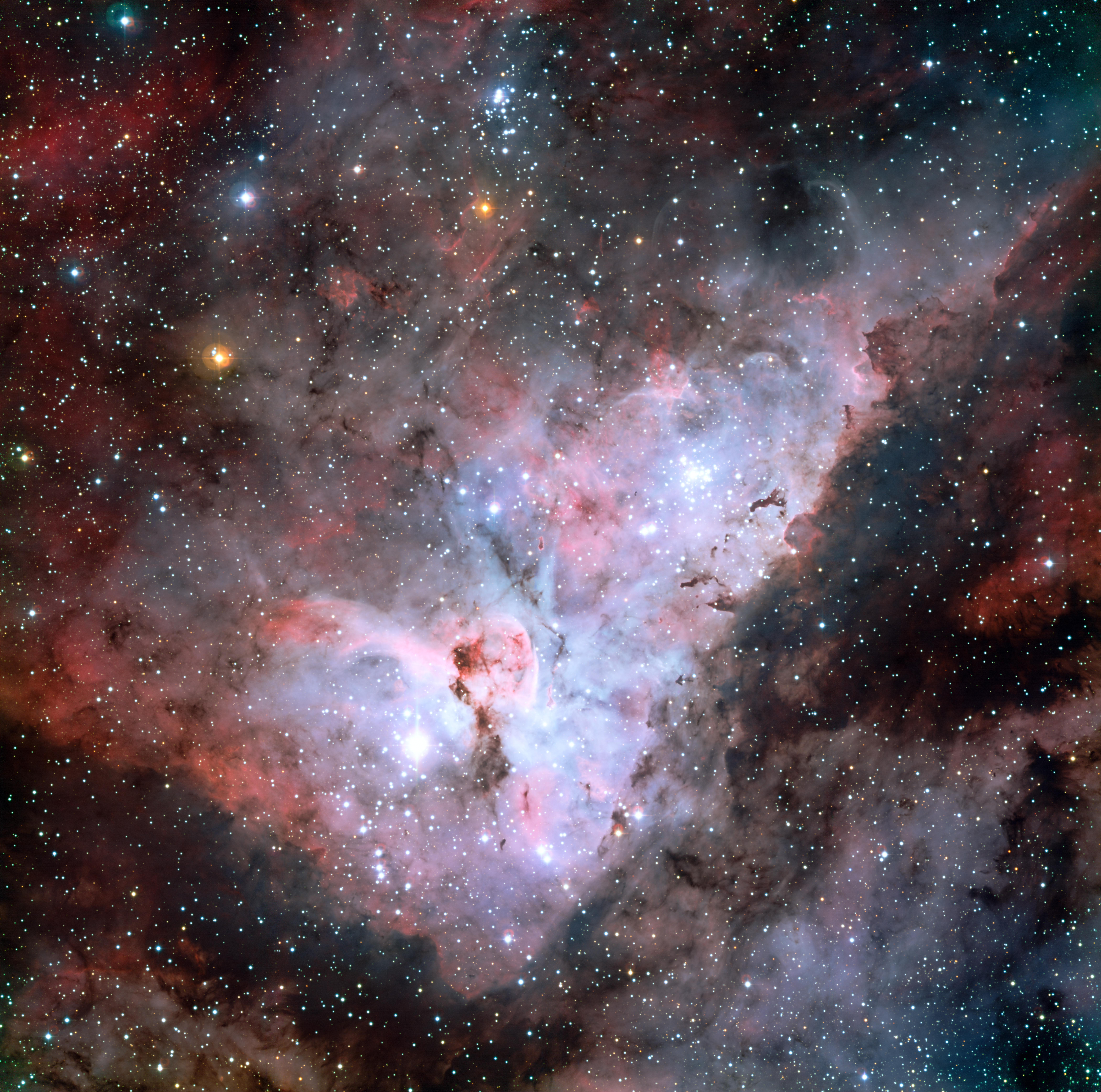
Изображение области Киля OB1, на котором присутствуют скопления Трюмплер 16, Трюмплер 14 и Collinder 228

Самыми яркими звёздами скопления являются η Киля и WR 25, светимости обеих звёзд превышают солнечную в миллионы раз; кроме них, ещё 6 звёзд скопления имеют спектральный класс O3. И η Киля, и WR 25 являются двойными звёздами, в которых главный компонент обеспечивает большую часть светимости, но второй компонент также является массивной яркой звездой. Если рассматривать излучение всего диапазона длин волн, то WR 25 окажется более яркой звездой: светимость составляет 6 300 000 светимостей Солнца, абсолютная болометрическая звёздная величина равна -12,25. У η Киля полная светимость составляет  5 300 000 светимостей Солнца, абсолютная болометрическая звёздная величина равна -12,0. Однако на изображениях η Киля кажется более ярким объектом, поскольку она более ярка в оптическом диапазоне спектра, а также погружена в туманность, отчётливо видимую на изображениях.  WR 25 является очень горячей звездой, излучающей значительную часть энергии в ультрафиолетовом диапазоне. Данную звезду можно видеть на изображениях ниже и правее звезды η Киля, рядом с краем яркой туманности и справа от оранжевой звезды.
| Имя звезды              | MJ номер | Эффективная температура (K) | Абсолютная величина | Болометрическая величина | Масса (M☉) | Спектральный класс | Примечания           |
| ----------------------- | -------- | --------------------------- | ------------------- | ------------------------ | ---------- | ------------------ | -------------------- |
| Эта Киля (HD 93308)     |          | 35200+37200                 | -8.6                | -12                      | 120+30     | LBV+O              | [ 6 ] [ 7 ] [ 8 ]    |
| WR 25 (HD 93162)        | 245      | 50100                       | -6.98               | -12.25                   | 110        | O2.5If*/WN6+OB     | [ 9 ] [ 10 ]         |
| HD 93250                | 383      | 46000                       | -6.14               | -10.5                    | 83         | O4IV(fc)           | [ 11 ] [ 12 ]        |
| V560 Киля (HD 93205)    | 342      | 51300+38000                 | -5.87 + -4.32       | -10.4 + -7.9             | 40+17      | O3.5Vf+O8V         | [ 13 ] [ 14 ] [ 10 ] |
| HD 303308               | 480      | 51300                       | -5.9                | -10.4                    | 93         | O3V                | [ 15 ]               |
| HD 93204                | 340      | 46100                       | -5.4                | -9.6                     | 59         | O5V                | [ 15 ]               |
| CPD-59 2600             | 380      | 43600                       | -5.5                | -9.6                     | 55         | O6V                | [ 15 ]               |
| CPD-59 2641             | 535      | 43600                       | -5.2                | -9.3                     | 49         | O6V                | [ 15 ]               |
| ALS 15210               | 257      | 47800                       | -4.3                | -8.7                     | 44         | O4I                | [ 15 ]               |
| CPD-59 2603             | 408      | 41000                       | -5.2                | -9.1                     | 43         | O7V                | [ 15 ]               |
| CPD-59 2636             | 517      | 38500                       | -5.2                | -8.9                     | 37         | O8V                | [ 15 ]               |
| CPD-59 2626             | 484      | 41000                       | -4.8                | -8.7                     | 37         | O7V                | [ 15 ]               |
| HD 93343                | 512      | 41000                       | -4.7                | -8.6                     | 37         | O7V                | [ 15 ]               |
| V731 Киля (CPD-59 2635) | 516      | 37200                       | -5                  | -8.6                     | 33         | O8.5V              | [ 15 ]               |
| CPD-59 2591             | 359      | 38500                       | -4                  | -7.7                     | 27         | O8V                | [ 15 ]               |
| HD 305518               | 117      | 34700                       | -4.8                | -8.2                     | 27         | O9.5V              | [ 15 ]               |

Трюмплер 16 и Трюмплер 14 являются наиболее заметными скоплениями в ассоциации Киль OB1, гигантской звёздной ассоциации рукава Киля. Другое скопление в ассоциации, Коллиндер 228 (Collinder 228) считается продолжением  скопления Трюмплер 16, визуально отделённым от него пылевой полосой. Скопление Трюмплер 14 является более молодым и компактным. Спектральные классы звёзд скопления показывают, что оно образовалось за время единой вспышки звездообразования. Звёздный ветер, создаваемый самыми яркими звёздами, выбросил остатки облаков пыли из скопления. Через несколько миллионов лет, после того как наиболее яркие звёзды закончат эволюцию, испытав вспышки сверхновых, скопление будет медленно завершать свою эволюцию.